# 15 богатейших вымышленных персонажей по версии Forbes
Forbes Fictional 15 — это список бизнес-журнала Forbes, в котором перечислены 15 самых богатых вымышленных персонажей из фильмов, книг, мультфильмов, телевидения, видеоигр и комиксов.
Для попадания в этот список журналисты кандидаты должны быть главными персонажами популярных авторских произведений, при этом мифологические и фольклорные персонажи в рейтинге не участвуют. Кроме того, персонаж должен быть известен в том числе и из-за богатства. Единственным исключением из правил был Санта-Клаус, которого Forbes решил сделать «неотразимым» дополнением рейтинга, однако с 2006 года он больше не фигурировал в списке. Forbes заявил: «Мы по-прежнему считаем, что состояние Санта-Клауса безгранично, но в этом году мы исключили его из рейтинга после того, как на нас обрушился шквал писем от возмущенных детей, утверждающих, что Санта-Клаус существует. При этом мы не пытаемся урегулировать продолжающиеся споры о существовании Клауса, но, приняв во внимание вещественные доказательства — доставленные игрушки, выпитое молоко и съеденное печенье, — мы сочли целесообразным исключить его из рейтинга». После исключения Клауса самым богатым персонажем стал Скрудж Макдак.
В 2008 году на первое место авторы поставили дядю Сэма, чтобы продемонстрировать, что США может привнести сколь угодно большое количество денег в обращение, просто печатая их. Но в последующие списки его не включали, потому что журналисты сомневались, сколько это бесконечное количество денег реально стоит.
Место мистера Монополии в рейтинге меняется в зависимости от состояния рынка недвижимости. Например, в 2008 году он оказался на последнем месте в списке из-за мирового финансово-экономического кризиса.
Благосостояние вымышленных персонажей, рассматриваемых в списке, рассчитывалось путем сопоставления текстов художественных произведений с реальной информацией о ценах на акции и сырьё.

## Критика
National Public Radio описывает Forbes Fictional 15 как самый творческий среди всех списков самых богатых людей в деловой прессе.